# Sevar
Sevar (bolgarsko: Севàр [Sevar]), bolgarski vladar iz 8. stoletja. Datuma rojstva in smrti nista znana.
V Imeniku bolgarskih kanov piše, da je bil iz vladarske hiše Dulo in je vladal 15 let. Po kronologiji, ki jo je razvil bolgarski jezikoslovec Mosko Moskov, je vladal v letih 721-737. Druge kronologije njegovo vladanje umeščajo v obdobja 738-754, 724-739 (Vasil Zlatarski) in 722-738 (Ivan Venedikov). Njihovih trditev se s podatki iz Imenika ne da potrditi.
Njegovo vladanje je bilo najbrž mirno, ker nobena bizantinska kronika iz tistega obdobja ne omenja nobenega incidenta na severni meji cesarstva. To seveda ne pomeni, da je predpostavka pravilna.
Kompilacija Volških Bolgarov Džagfar tarihi (Tarikova zgodovina)  iz 17. stoletja, katere verodostojnost je sporna, opisuje Suvarja (Sevarja) kot sina in naslednika kana Kermesa (Kormesija), katerega je baje odstavilo plemstvo. Džagfar tarihi poleg tega trdi, da je bil odstavljen tudi Suvar in da je umrl dve leti po odstavitvi. Isti vir pravi, da je bil Suvar oče sicer neznanega Kermeka, očeta kanov Toktuja in Kardama. 

## Zanimivost
Po Sevarju se imenuje vrh Sevar Point na Livingstonovem otoku v Južnih Šetlandskih otokih na Antarktiki. 
| Sevar Klan DuloRojen: ni znano Umrl: ni znano |                                 |                     |
| Vladarski nazivi                              |                                 |                     |
| Predhodnik: Kormesij                          | Bolgarski kan 721–737 (724-739) | Naslednik: Kormisoš |